# بوب بوندورانت
بوب بوندورانت (بالإنجليزية: Bob Bondurant)‏ هو سائق فورملا 1 أمريكي سابق. أول سباق له كان جائزة الولايات المتحدة الكبرى 1965.

## سباقات شارك فيها
- لو مان 24 ساعة
- بطولة العالم للسيارات الرياضية